# Чулпан (культурный центр)
Культурный центр «Чулпан» — муниципальное бюджетное учреждение культуры города Казани, основная концертная площадка Казанской городской филармонии и место постоянной дислокации ряда творческих коллективов.

## Территориальное расположение
Культурный центр «Чулпан» находится в Приволжском районе Казани, в центре крупного жилого района Горки (просп. Победы, 48А). Он расположен на участке, окружённом с разных сторон Торговым центром «Проспект», Приволжским рынком, а также территориями жилых комплексов «Олимп» и «Флагман».

## История

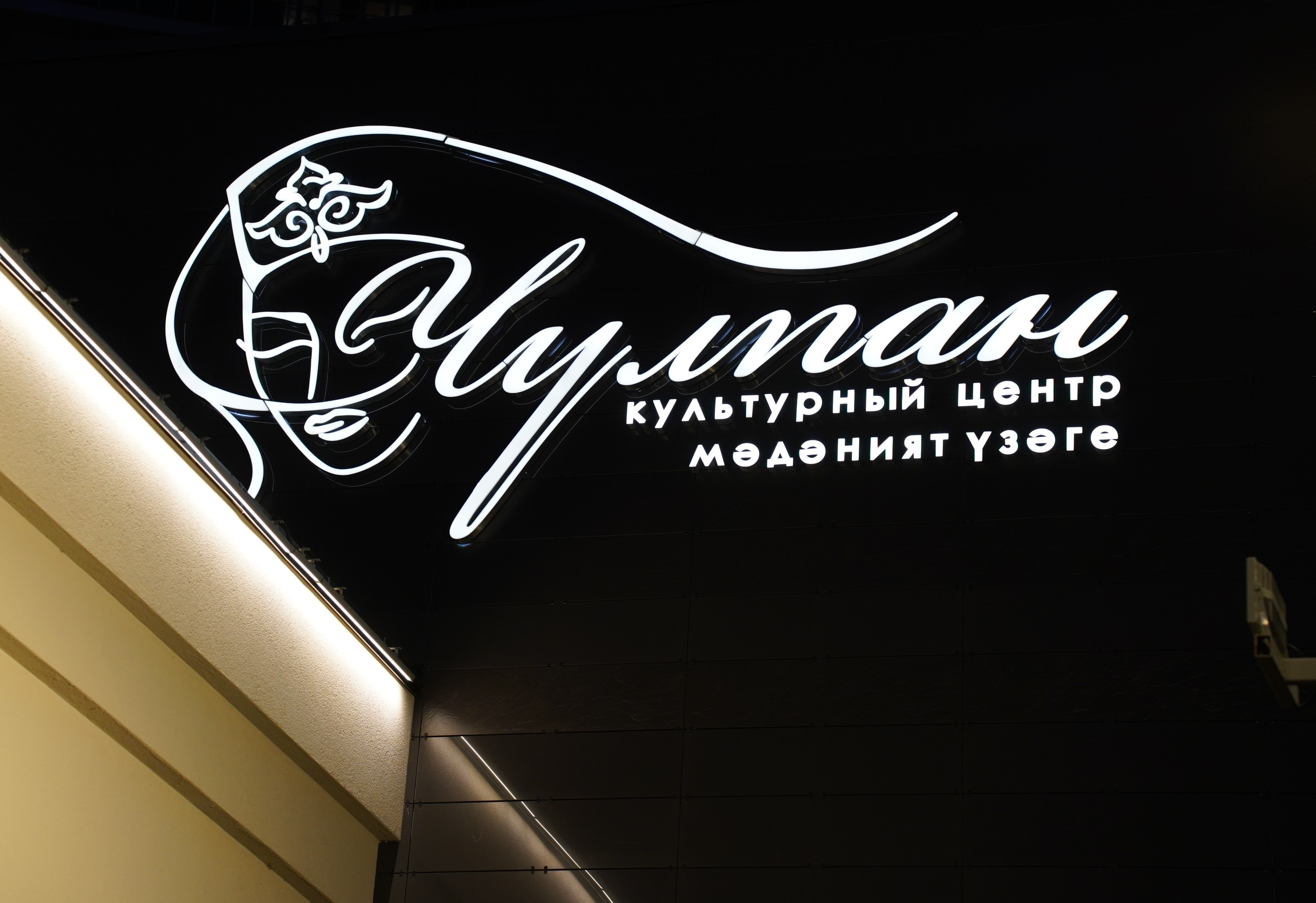
Название Культурного центра «Чулпан» в ночной подсветке

Здание Культурного центра «Чулпан», спроектированное в архитектурном стиле «советский модернизм», было построено в начале 1990-х годов. Изначально в нём размещался кинотеатр «Чулпан», открытый в 1992 году. Но из-за экономических неурядиц первых постсоветских лет кинотеатр в этом здании проработал недолго, вскоре его помещения стали сдаваться в аренду различным организациям. Например, в 1994 году здесь арендовало помещение индивидуальное частное предприятие «Роника» екатеринбургского предпринимателя Андрея Комарова, занимавшееся продажей векселей по схеме финансовой пирамиды и обанкротившееся осенью того же года. 
В 1995 году кинотеатр «Чулпан» был преобразован в одноимённый культурный центр, который стал репетиционной базой танцевального ансамбля «Казань», а также местом проведения творческих вечеров, концертов, дискотек, детских праздников, торжественных мероприятий. Тогда же Культурный центр «Чулпан» вошёл в состав Национального культурного центра «Казань» на правах структурного подразделения. 
В 2005 году была предпринята его первая реконструкция, осуществлявшаяся за счёт средств федерального бюджета (на эти цели годом ранее было выделено 18 млн рублей). В ходе этих работ был возведён пристрой к основному зданию площадью около 2 000 м². Но из-за нехватки финансирования реконструкция не была завершена. Все последующие годы здание эксплуатировалось лишь частично, а многие его помещения, в том числе зрительный зал, были закрыты. При этом здесь работала детская хореографическая студия, в которой занималось около 350 детей.  
Летом 2018 года было принято решение о полной реконструкции Культурного центра «Чулпан» с целью создания здесь современной концертной площадки. Её финансирование осуществлялось за счёт татарстанской республиканской программы капитального ремонта учреждений культуры. Проектная документация по объекту разработана институтом ГУП «Татинвестгражданпроект» совместно с дизайн-группой Лены Валеевой. Строительные работы, начатые в апреле 2019 года, вела казанская компания ООО «Реставратор». Первоначально предполагалось, что реконструкция завершится в декабре 2019 года, но работы затянулись ещё на год. В рамках реконструкции была также создана новая бульварная зона между Культурным центром «Чулпан» и Торговым центром «Проспект».
25 декабря 2020 года состоялось торжественное открытие обновлённого Культурного центра «Чулпан», в котором приняли участие президент Татарстана Рустам Минниханов и мэр Казани Ильсур Метшин.

## Оснащение
Поскольку Культурный центр «Чулпан» является не только концертной площадкой, но и местом постоянной дислокации ряда творческих коллективов, детской хореографической студии, здесь, помимо зрительного зала на 450 человек, также имеются репетиционные зоны, 4 хореографических зала со специальным амортизационным покрытием на полу и ряд других помещений. 

## Бульвар у Приволжского рынка
В рамках реконструкции Культурного центра «Чулпан» была создана новая общественная зона, получившая название Бульвар у Приволжского рынка. Она включает в себя благоустроенную площадь перед Культурным центром «Чулпан», а также пешеходную зону вдоль Торгового центра «Проспект» протяжённостью около 180 метров. 
До реконструкции площадь представляла собой огороженное асфальтированное пространство, которое осенью использовалось как место проведения сельскохозяйственных ярмарок. На месте пешеходной зоны был автомобильный проезд, вдоль которого велась несанкционированная торговля, вызывавшая недовольство местных жителей. На части территории пешеходной зоны, прилегающей к Приволжскому рынку, до осени 2016 года находился крытый павильон продовольственного рынка ООО «Велес». После его сноса на этом месте была асфальтированная площадка, которая до лета 2020 года продолжала использоваться как место торговли с лотков и киосков. В ходе создания бульварной зоны также были демонтированы относящиеся к Приволжскому рынку неблагоустроенный торговый павильон и старые торговые киоски так называемого Чеховского ряда, вплотную примыкавшие к территории Культурного центра «Чулпан». Снос всех этих объектов позволил создать на месте малопривлекательной торговой зоны благоустроенный бульвар.

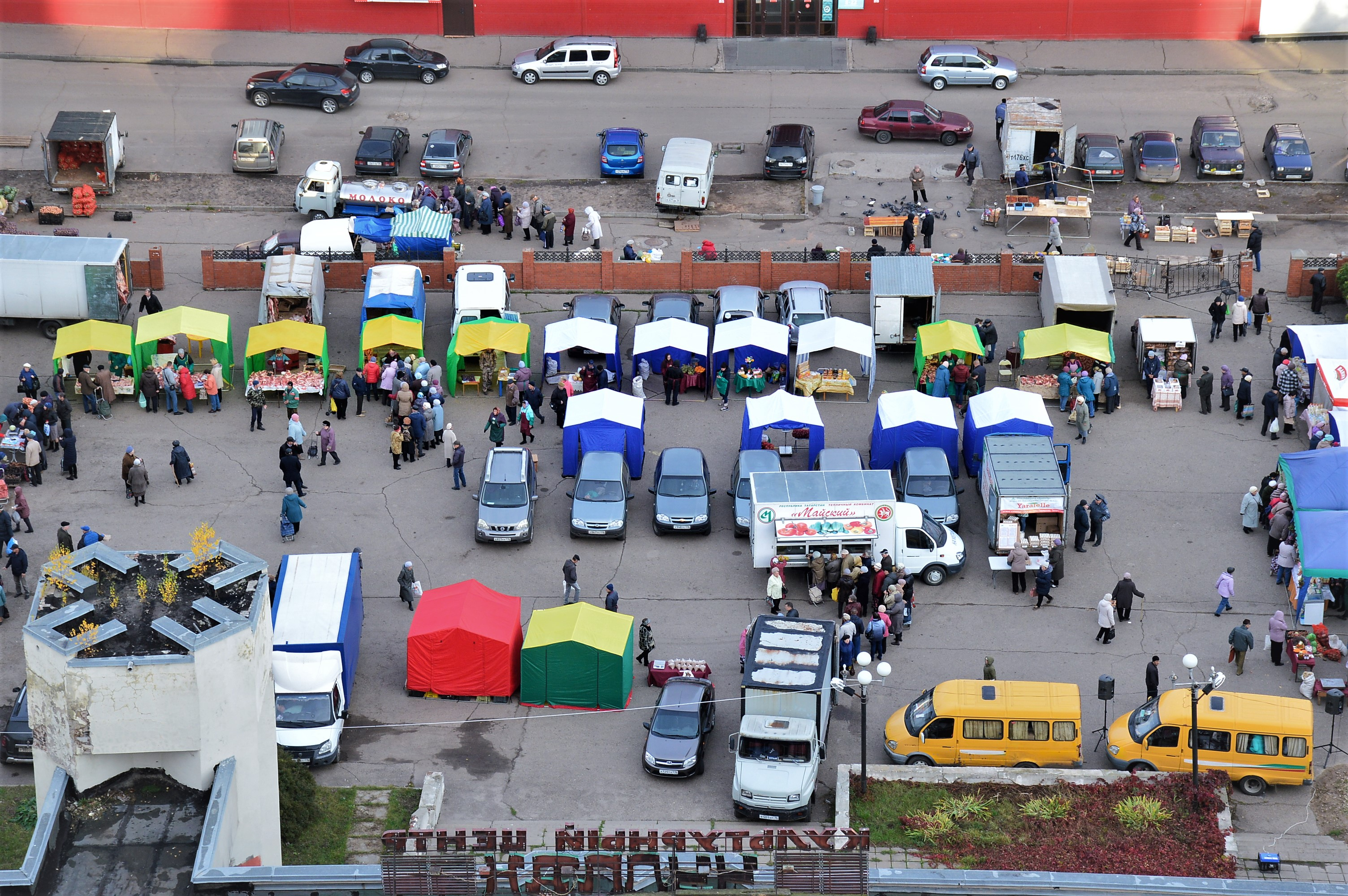
Осенняя ярмарка на площадке перед Культурным центром «Чулпан» (октябрь 2018)
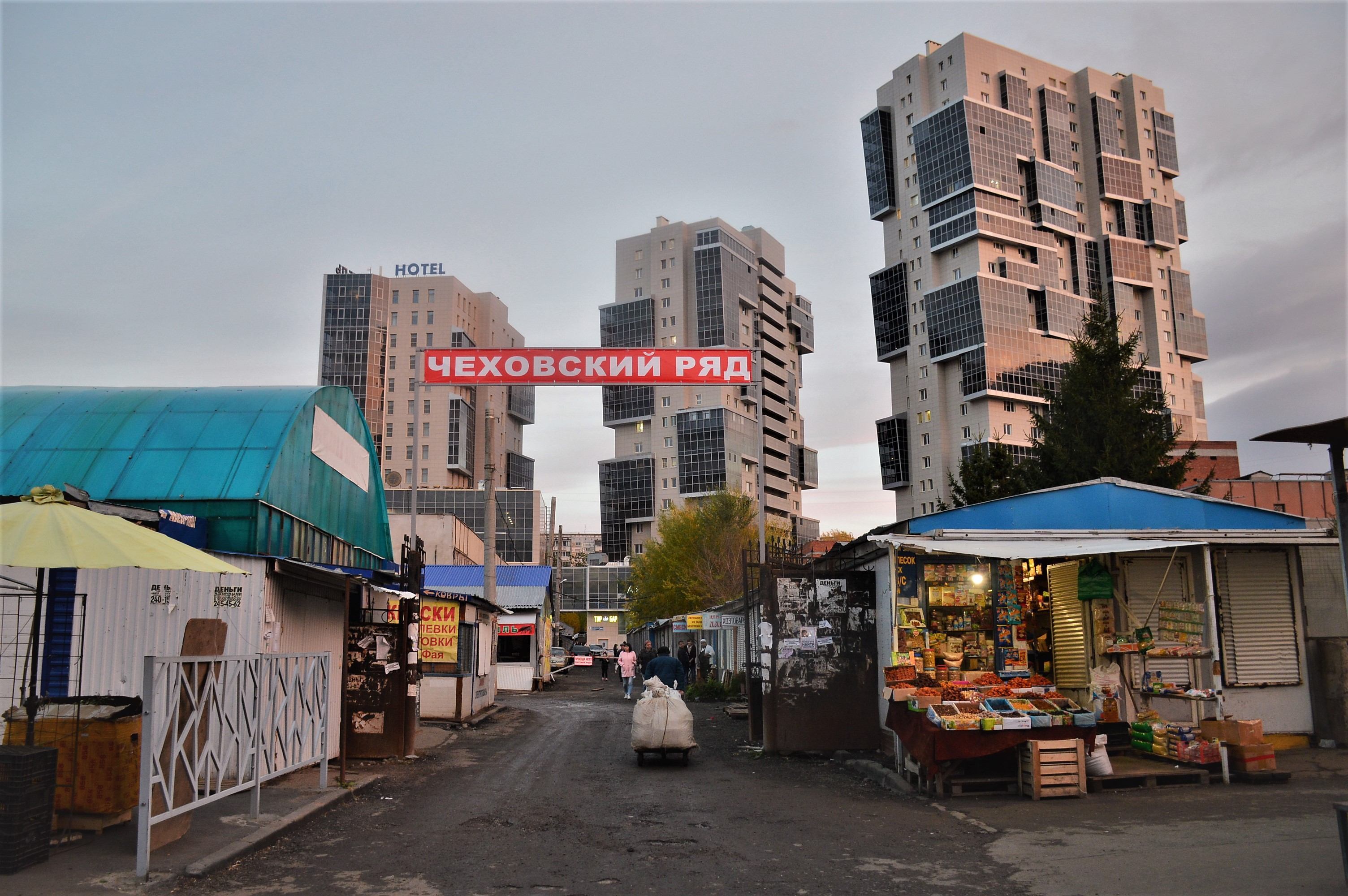
Неблагоустроенные торговые киоски Чеховского ряда вплотную примыкали к территории Культурного центра «Чулпан» (октябрь 2018)
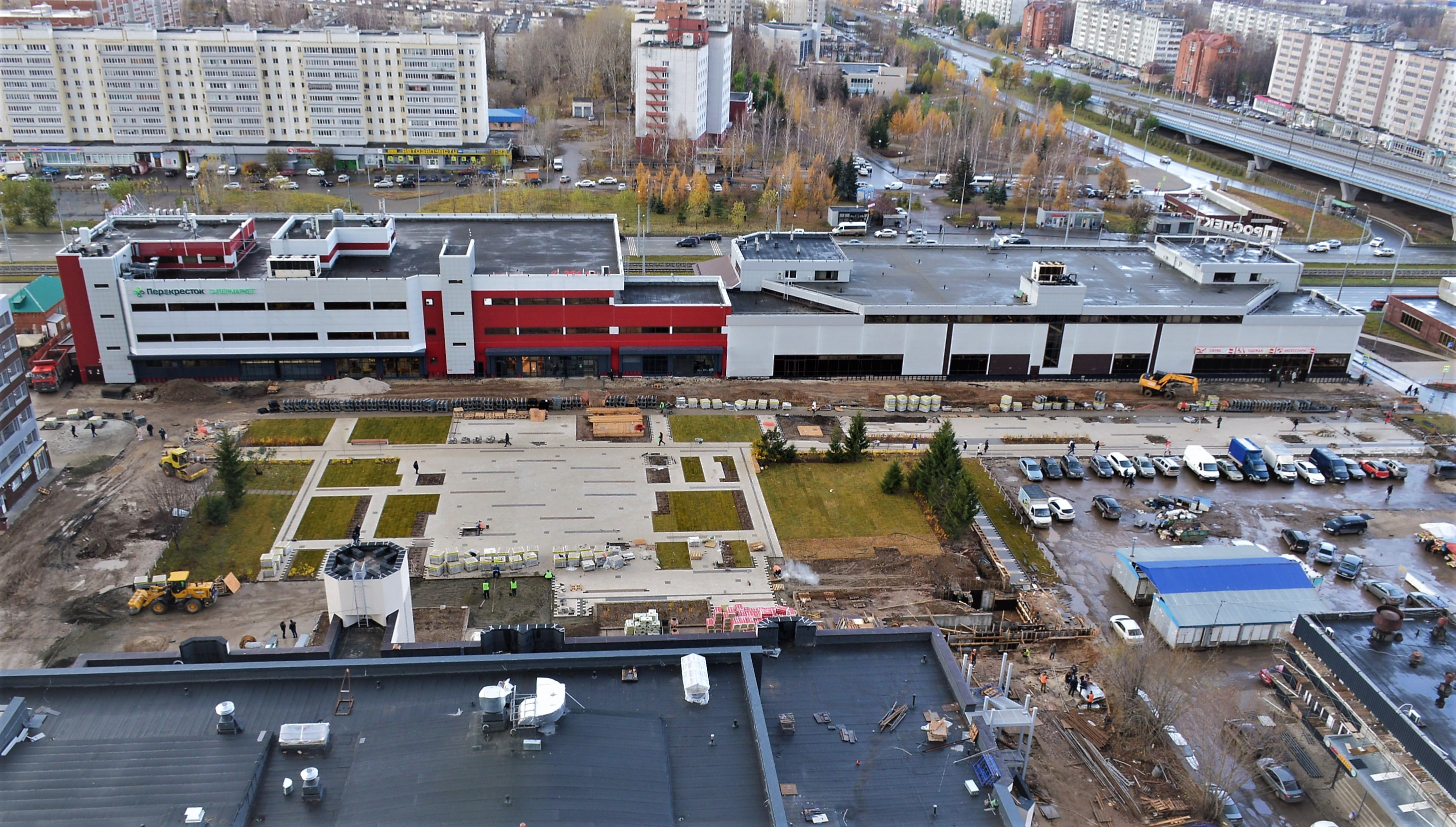
Создание Бульвара у Приволжского рынка в рамках реконструкции Культурного центра «Чулпан» (ноябрь 2020)
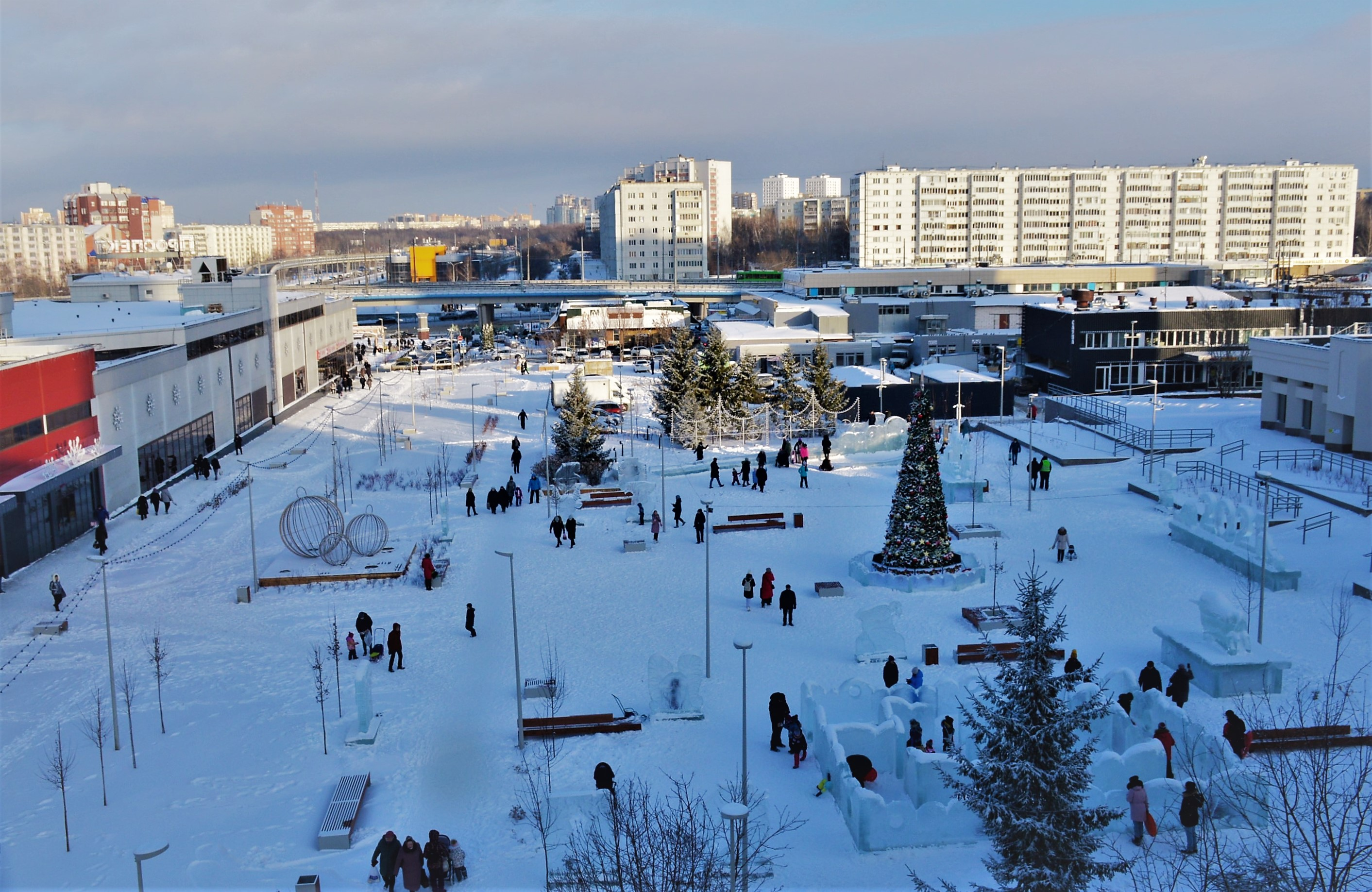
Бульвар у Приволжского рынка через два дня после открытия (декабрь 2020)
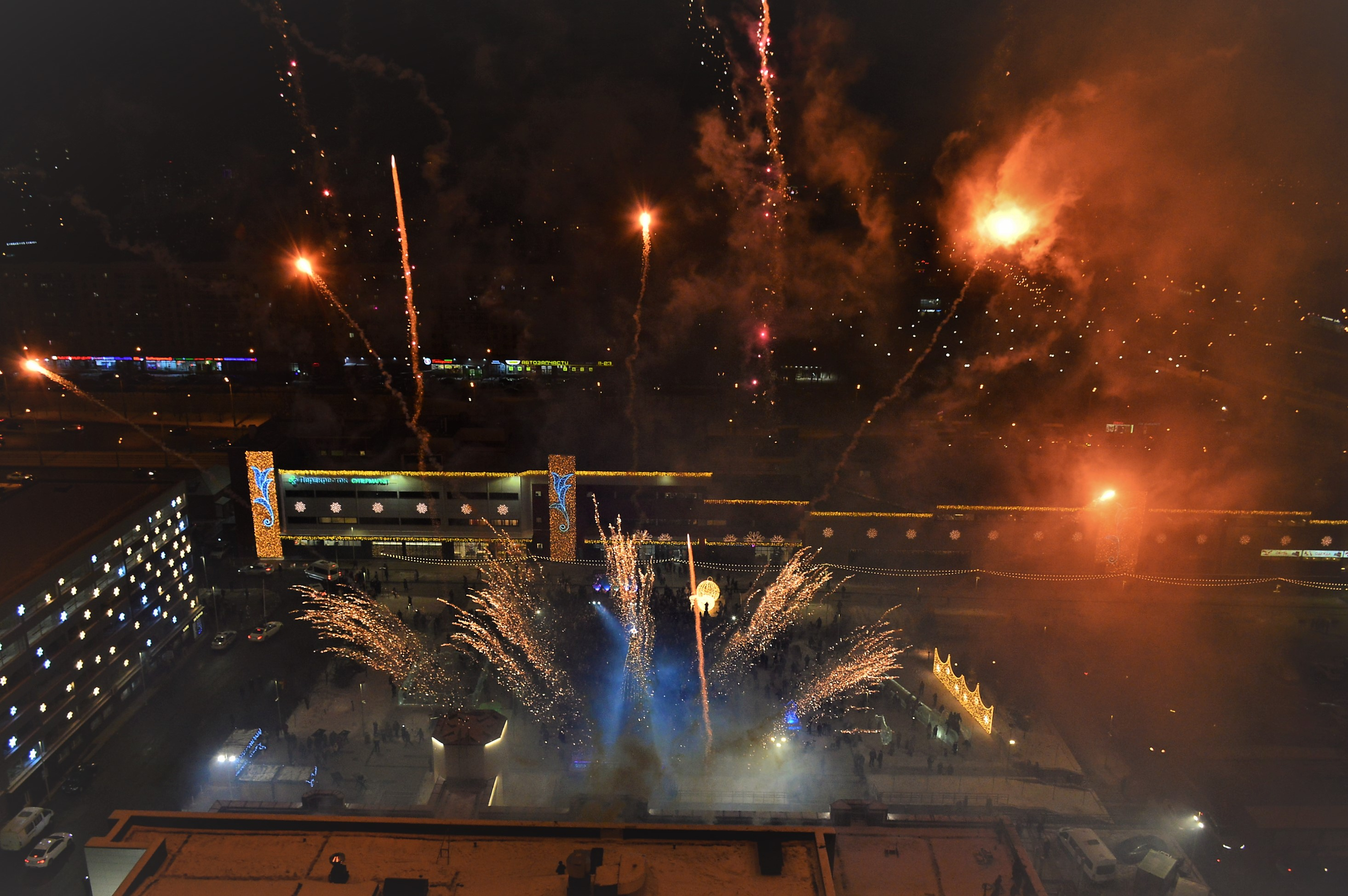
Салют в честь открытия реконструированного Культурного центра «Чулпан» (25 декабря 2020)